# Ann Sidney
Ann Sidney, (n. 27 martie 1944, Poole, Anglia, Regatul Unit), este un fotomodel care a câștigat concursul Miss World în 1964, reprezentând Regatul Unit. Ea a devenit a doua femeie din țara sa care a câștiga titlul, după Rosemarie Frankland care a fost Miss World în 1961. Concursul a avut loc în Londra, Marea Britanie. Atât înainte, cât și în timpul cât era Miss World, Sidney a fost împreună cu Bruce Forsyth, care la acea vreme a fost căsătorit cu Penny Calvert. După ce a fost aleasă Miss World, ea l-a întâlnit de cinci pe Bob Hope în turneul său USO din Asia. După renunțarea la titlul de Miss World, Sidney a jucat multe roluri mici în filme ca: „The Avengers and Are You Being Served?”, „You Only Live Twice” și „James Bond”. Ea a mai apărut în filmele australiene „Birds In The Bush” (1972) și „The Better Sex” (1978).